# Stepán Levitski
Stepán Mijáilovich Levitski  (en ruso Степан Михайлович Левитский; Sérpujov, 25 de abril de 1876 – Glubokaya, 21 de marzo de 1924), también conocido internacionalmente como Stefan Levitsky o Lewitzki, fue un maestro ruso de ajedrez.
En 1899 quedó en tercer lugar en el primer campeonato ruso de ajedrez, el Torneo de Maestros de Rusia, celebrado en Moscú que ganó Mijaíl Chigorin).
En 1903 quedó octavo en Kiev (tercer campeonato de Rusia, ganado por Chigorin). En 1905/06 empató en los puestos 8–11 en San Petersburgo (cuarto campeonato de Rusia, ganado por Gersz Salwe). En 1907 quedó segundo tras Eugene Znosko-Borovsky en San Petersburgo. Perdió por 5-0 un encuentro frente a Simon Alapin en San Petersburgo en 1907.
Levitski ganó el torneo de aficionados de Rusia de San Petersburgo 1911, convirtiéndose así en campeón de Rusia durante un año. Entre julio y agosto de 1912, jugó en el 18.º congreso de la federación alemana en Breslau donde empató en los puestos 13-15 (Akiba Rubinstein y Oldřich Duras fueron los vencedores). Entre agosto y septiembre de 1912, quedó tercero en el octavo campeonato de Rusia, jugado en Vilna que ganó Rubinstein won. En 1913 perdió por 3-7 un encuentro frente a Alexander Alekhine 3–7 disputado en San Petersburgo. En 1913/14, quedó decimotercero en el noveno campeonato de Rusia celebrado en San Petersburg donde vencieron Alekhine y Aron Nimzowitsch).

## Legado
Levitski introdujo el ataque del alfil de dama conocido como Ataque Levitski (1.d4 d5 2.Ag5) en la Apertura de peón de dama (código D00 de la Enciclopedia de Aperturas de Ajedrez). Se le recuerda especialmente por haber perdido una famosa partida frente a Frank Marshall en Breslau 1912 en la que Marshall (con las piezas negras) remató con la espectacular jugada 23...Dg3, que habría obligado a las blancas a capturar la dama para evitar el jaque mate inmediato. Por desgracia para Levitski esto habría dejado a Marshall con al menos una pieza de ventaja en una de las líneas y con mate forzado en dos otras líneas. Levitski abandonó la partida. Según una leyenda urbana la belleza de la combinación conmovió a los espectadores hasta el punto de que acabaron lanzando monedas de oro sobre el tablero.